# Sylvilagus mansuetus
Sylvilagus mansuetus — вид ссавців родини зайцеві (Leporidae) ряду зайцеподібні (Leporiformes).

## Поширення
Вид є ендеміком Мексики. Зустрічається у штаті Баха-Каліфорнія у пустелі острова Сан-Хосе. Площа ареалу виду становить 170 км².